# Natural History New Zealand
NHNZ, appelé auparavant Natural History New Zealand  est une maison de production d'émissions de télévision documentaire basée en Nouvelle-Zélande.
De 1997 à 2012, NHNZ était une filiale de Fox International Channels. En October 2012, l'ancien directeur de Fox, David Haslingden, acquiert 100 % de NHNZ.
NHNZ a réalisé des films dans chaque océan et sur chaque continent, dont l'Antarctique - où elle a produit 19 films documentaires au total. L'entreprise a gagné plus de 300 récompenses internationales, dont deux Emmy Awards et un Panda Award de Wildscreen.
En plus de son siège à Dunedin, en Nouvelle-Zélande, NHNZ a des bureaux à Pékin et Washington, et est actionnaire majoritaire d'une maison de production basée à Singapour : Beach House Pictures, et de Aquavision Wildlife Filmmakers en Afrique du Sud.
L'entreprise travaille et produit des émissions — dont I Survived... — pour différentes chaînes de télévision dans le monde. Parmi celles-ci figurent notamment : Discovery Channel, Animal Planet, Discovery Science, A&E Television Networks, National Geographic Channel, Travel Channel, NHK (Japon), France 5 et ZDF (Allemagne). Ses programmes sont ainsi retransmis dans plus de 180 pays dans le monde.